# Collan
Collan és un municipi francès, situat al departament del Yonne i a la regió de Borgonya - Franc Comtat. L'any 2007 tenia 182 habitants.

## Demografia

### Població
El 2007 la població de fet de Collan era de 182 persones. Hi havia 72 famílies, de les quals 15 eren unipersonals (4 homes vivint sols i 11 dones vivint soles), 30 parelles sense fills, 23 parelles amb fills i 4 famílies monoparentals amb fills.
La població ha evolucionat segons el següent gràfic:
Habitants censats

### Habitatges
El 2007 hi havia 114 habitatges, 75 eren l'habitatge principal de la família, 14 eren segones residències i 25 estaven desocupats. Tots els 111 habitatges eren cases. Dels 75 habitatges principals, 70 estaven ocupats pels seus propietaris, 3 estaven llogats i ocupats pels llogaters i 2 estaven cedits a títol gratuït; 2 tenien una cambra, 7 en tenien dues, 10 en tenien tres, 20 en tenien quatre i 36 en tenien cinc o més. 71 habitatges disposaven pel capbaix d'una plaça de pàrquing. A 29 habitatges hi havia un automòbil i a 37 n'hi havia dos o més.

### Piràmide de població
La piràmide de població per edats i sexe el 2009 era:
| Homes | Edats   | Dones |
| ----- | ------- | ----- |
| 0     | 95 o +  | 0     |
| 0     | 90 a 94 | 0     |
| 0     | 85 a 89 | 4     |
| 0     | 80 a 84 | 4     |
| 8     | 75 a 79 | 4     |
| 0     | 70 a 74 | 4     |
| 12    | 65 a 69 | 16    |
| 0     | 60 a 64 | 0     |
| 0     | 55 a 59 | 0     |
| 8     | 50 a 54 | 4     |
| 8     | 45 a 49 | 8     |
| 0     | 40 a 44 | 4     |
| 12    | 35 a 39 | 4     |
| 4     | 30 a 34 | 12    |
| 16    | 25 a 29 | 4     |
| 8     | 20 a 24 | 8     |
| 4     | 15 a 19 | 4     |
| 8     | 10 a 14 | 4     |
| 8     | 5 a 9   | 4     |
| 4     | 0 a 4   | 0     |

## Economia
El 2007 la població en edat de treballar era de 114 persones, 90 eren actives i 24 eren inactives. De les 90 persones actives 80 estaven ocupades (47 homes i 33 dones) i 10 estaven aturades (4 homes i 6 dones). De les 24 persones inactives 9 estaven jubilades, 3 estaven estudiant i 12 estaven classificades com a «altres inactius».

### Ingressos
El 2009 a Collan hi havia 85 unitats fiscals que integraven 187 persones, la mediana anual d'ingressos fiscals per persona era de 18.398 €.

### Activitats econòmiques
Dels 4 establiments que hi havia el 2007, 1 era d'una empresa de fabricació d'altres productes industrials, 1 d'una empresa de comerç i reparació d'automòbils i 2 d'empreses de serveis.
L'únic servei als particulars que hi havia el 2009 era un taller de reparació d'automòbils i de material agrícola.
L'any 2000 a Collan hi havia 15 explotacions agrícoles que ocupaven un total de 869 hectàrees.

## Poblacions més properes
El següent diagrama mostra les poblacions més properes.